# Vuelo 114 de Thai Airways International
El Vuelo 114 de Thai Airways International, un Boeing 737-400 de 9 años y 7 meses de Thai Airways con destino a Chiang Mai desde el aeropuerto Don Mueang en Bangkok, fue destruido por una explosión del tanque del ala central como resultado de la ignición de la mezcla de aire y combustible inflamable en el tanque mientras la aeronave se estacionó antes de embarcar en tierra, el 3 de marzo de 2001. No se pudo determinar con certeza la fuente de energía de ignición de la explosión, pero la fuente más probable fue una explosión originada en la bomba del tanque del ala central como resultado de hacer funcionar la bomba en presencia de virutas de metal y una mezcla de aire y combustible. Una de las azafatas falleció.
El manifiesto de pasajeros incluyó a muchos miembros importantes del gobierno, entre ellos el primer ministro Thaksin Shinawatra y su hijo, Panthongtae. Ningún pasajero había abordado aún el avión; solo unos pocos miembros del personal estaban a bordo en el momento de la explosión.

## Teoría del asesinato
Algunos suponen que este fue un intento fallido de asesinato, ya que la explosión ocurrió antes del arranque del motor y se originó debajo de los asientos que iban a ser ocupados por el primer ministro. Se encontraron rastros de Semtex, TNT, fósforo blanco, PETN y RDX en los restos.